# Выдровая (река, впадает в Камчатский залив)
Выдровая — река на полуострове Камчатка в России.
Длина реки — 23 км. Протекает по территории Елизовского района Камчатского края. Впадает в Камчатский залив Тихого океана.

## Данные водного реестра
По данным государственного водного реестра России относится к Анадыро-Колымскому бассейновому округу.
Код объекта в государственном водном реестре — 19070000212120000019506.